# Liste des chapitres de Satsuma, l'honneur de ses samouraïs
Cet article est un complément de celui sur le manga Satsuma, l'honneur de ses samouraïs. Il présente la liste des volumes reliés publiés et les chapitres qu'ils contiennent.

## Liste des volumes
| no | Japonais          | Japonais | Français          | Français          |
| no | Date de sortie    | ISBN     | Date de sortie    | ISBN              |
| --- | ----------------- | -------- | ----------------- | ----------------- |
| 1 | 15 juillet 1979   |          | 8 décembre 2004   | 978-2-8478-9606-0 |
| Liste des chapitres : - Chapitre 1 : Le Hiemontori - Chapitre 2 : Tomber neuf fois, se relever dix - Chapitre 3 : Ne pleure pas, saute ! - Chapitre 4 : La parole donnée - Chapitre 5 : L'école Nise |                   |          |                   |                   |
| Lors d'un Hiemontori deux groupes de samouraïs se battent pour arracher le foie d'un condamné à mort. Cette coutume ancestrale de Satsuma va se trouver bousculée par Sakon Shiba, le dernier condamné à passer : il se rebelle et montre aux autres samouraïs l'idiotie de ce rituel alors que les samouraïs vivent dans une grande pauvreté, obligés de pratiquer des métiers d'appoint pour survivre. La solde militaire ne suffit pas en temps de paix, certains métiers sont réservés aux samouraïs mais cette discrimination n'est pas sans poser de problèmes... Si on ajoute le système hiérarchique entre gôshi et jokashi qui obtiennent toujours gain de cause, la vie est rude. Certes des exercices chaque matin permettent d'évacuer la haine accumulée : frapper trois mille fois du sabre des pieux de bois en hurlant... Mais la rancœur est telle qu'un groupe de gôshi décide une nuit d'exécuter plusieurs dirigeants, malgré les représailles encourues par leurs familles. Découverts, leur chef Sakon Shiba exécute tous les révoltés pour éviter ces représailles. Il est torturé et finalement envoyé au Hiemontori. Tandis qu'un émissaire arrive du shogounat présenter des directives décisives pour l'avenir de Satsuma, le seigneur Gondô se bat en duel contre Sakon Shiba. Ce dernier gagne son combat mais ne doit sa survie qu'à l'intervention du seigneur qui rappelle que la parole avait été donnée d'épargner et innocenter le vainqueur. Le fils du seigneur Gondô, Jûzaburô, en veut beaucoup à son père depuis qu'il lui a interdit de fréquenter la fille qu'il aimait mais jugée indique de son rang par son père. Il soupçonne même ce dernier d'avoir assassiné la fille à cause de son entêtement à lui. Aussi quand il apprend que son père est mort à cause d'une promesse faite à un "mangeur de patates", il va demander à Sakon Shiba de fabriquer un cercueil pour son père. Le lendemain Jûzaburô Gondô invoque l'esprit de Nise pour justifier son manque de respect des nombreuses règles qui régentent la vie quotidienne des samouraïs, notamment leur interdiction de regarder ou toucher les femmes. L'esclandre est tel qu'il est renvoyé de l'école de Nise. La famille est dépitée de voir s'accumuler le décès du seigneur, le renvoi du fils. Pire, quand ils découvrent que c'est l'assassin du père qui a reçu la commande du cercueil, l'affrontement est inévitable et Jûzaburô enterre son père avec tout le mépris qu'il a accumulé. Les samouraïs sont ensuite tous convoqués pour entendre les ordres reçus du shogoun : envoyer des centaines d'hommes et payer pour des travaux d'aménagement sur des fleuves sujets à des crues dévastatrices et fréquentes... |                   |          |                   |                   |
| 2 | 20 mai 1980       |          | 16 mars 2005      | 978-2-8478-9677-0 |
| Liste des chapitres : - Chapitre 1 : Une discussion sans fin - Chapitre 2 : En souvenir de Sekigahara - Chapitre 3 : Acceptation de l'ordre du shogounat - Chapitre 4 : Châtiment divin - Chapitre 5 : Une côte - Chapitre 6 : Le message secret - Chapitre 7 : La famille de Chôbeï - Chapitre 8 : Un bateau de mille koku - Chapitre 9 : Heïnaï Kitô |                   |          |                   |                   |
| Les samouraïs de Satsuma ont bien compris que l'ordre d'effectuer les travaux envoyé par le shogounat n'est qu'une façon d'affaiblir le fief en souvenir d'une ancienne querelle. La discussion est vive pour choisir entre la rébellion et l'obéissance. Ces travaux sont pourtant une nécessité et sont demandés par les habitants? Lors de la bataille de Sekigahara, la famille Shimazu s'est retrouvée trahie par Hideaki Kobayakawa et a dû traverser les positions de Ieyasu. Malgré le pardon demandé par Shimazu, le ressentiment fut important et après la guerre, Ieyasu a tenu à se venger des Shimazu ; la confrontation directe ayant échoué, c'est par la ruse que les Sastsuma furent affaiblis : une politique du shogounat plus souple vis-à-vis de Satsuma que des autres fiefs, ainsi qu'une succession de mariages organisés pour diminuer les finances du fief. Ces consignes se perpétuent de génération en génération pour affaiblir et dompter les Satsuma. Un cran supplémentaire est passé quand le shogounat exige à Satsuma d'effectuer les travaux dont ils avaient été jusque-là exemptés, difficile donc de refuser... Le conseiller Hirata explique à ses sujets réunis qu'il leur faut accepter d'effectuer ces travaux, en ravalant leur ferté de samouraïs. Il montre l'exemple en acceptant de recevoir un mon en pleine figure et même d'être frappé, tout en remerciant son agresseur de lui avoir donné un mon. Ce sens du sacrifice convainc les réticents. Jûzaburô Gondô agresse Hirata, l'accusant d'affaiblir Satsuma et d'avoir joué la comédie avec la pièce. Mais la détermination d'Hirata face à la mort annoncée le range finalement du côté des convaincus, rejoint par Sakon Shiba reconnaissant envers Hirata et soucieux de le protéger des autres samouraïs mécontents de devoir ravaler leur dignité pour sauver le fief... Pour financer les travaux très coûteux pour Satsuma, Hirata montre l'exemple en vendant ses biens. D'autres samouraïs prennent également la décision de vendre y compris leurs armes puisqu'ils n'en auront pas besoin. Cela inquiète des samouraïs qui mettent Hirata au défi de se battre sans arme : celui-ci, une fois le ventre ouvert se sert d'une de ses côtes comme d'un sabre pour tuer un de ses opposants. Cette détermination achève de convaincre les sceptiques. Hichiemon Tsugo est vistime d'une attaque cérébrale et tombe avant d'avoir pu cacher le message secret destiné au shogounat : en effet, depuis 150 ans sa famille agit en tant qu'espion pour l'ennemi juré... Sauf que les deux dernières générations ont décidé d'être fidèles à Satsuma en envoyant des messages falsifiés. Il faut à son fils récupérer rapidement le message. L'émissaire du shogounat l'a heureusement récupéré en se faisant passer pour un médecin mais meurt accidentellement peu après. Le code secret est découvert et la famille de Tsugo est massacrée sans qu'ait pu être révélé leur vrai rôle... Durant le long voyage de Satsuma jusqu'au lieu des travaux, des samouraïs s'inquiètent de comment leurs amis ont pris soin de leur famille en leur absence. Ainsi Chobeï qui assure avoir confié les siens à son ami Moheï. Mais ses amis savent que la famille de Moheï est dangereuse et perverse, des soupçons pèsent alors sur Chobeï d'avoir tué les membres de sa famille avant de partir. Soupçons qui enveniment les relations au sein du groupe... Lors de la traversée sur un bateau, plusieurs samouraïs fouillent les affaires de Chobeï pour vérifier leurs doutes. L'affaire débouche sur un règlement de comptes sanglant. Heïnaï Kitô est un riche paysan qui décide de contrevenir aux ordres du shogounat d'accueillir misérablement les Satsuma. Au contraire il fait construire un grand abri et leur offre même sa maison, malgré les pressions du shogounat car il est soutenu par une grande partie de la population qui voit les samouraïs de Satsuma comme des sauveurs. |                   |          |                   |                   |
| 3 | 20 septembre 1980 |          | 18 mai 2005       | 978-2-8478-9739-5 |
| Liste des chapitres : - Chapitre 1 : L'arrivée dans les régions de Mino et Owari - Chapitre 2 : Le « tertre vital » - Chapitre 3 : Les mœurs des Wajû - Chapitre 4 : Les bateaux des Wajû - Chapitre 5 : Le transfert de Jûzaburô |                   |          |                   |                   |
| Les premiers samouraïs de Satsuma arrivent à Mino le 21 février de la 4e année de l'ère Hôreki (1754). Ils apprennent que le prix des travaux a doublé. Ravalant leur colère, ils découvrent les ordres reçus par leurs hôtes pour rendre leur vie plus difficile encore. Un vieillard vient en plus leur expliquer l'importance des travaux à effectuer et met en doute la détermination des samouraïs à faire ce travail de simple manœouvre... Lors d'une crue, certains villages sont submergés aussi les habitants tentent-ils de survivre sur des amas de terre qu'ils appellent des "tertres vitaux". Les samouraïs sont confrontés à un conflit entre le propriétaire des terres et des paysans qui veulent monter un tel tertre : eux ruinés par la crue précédente n'acceptent pas de devoir encore se sacrifier alors que le propriétaire s'est enrichi... Deux villages des Wajû, ces îles formées par les crues des rivières, sont en conflit : situées à des altitudes différentes, l'effet des niveaux d'eau n'est pas le même sur les champs. Pour faire entendre raison aux deux groupes de villageois et les faire coopérer, un samouraï de Satsuma en vient à se sacrifier. Pour mettre fin au racket des ports sur la rivière, Ginji n'hésite pas à laisser massacrer des membres de sa famille. Sa détermination ainsi affichée va inverser le cours des choses et mettre fin à l'emprise des Owari-ya sur le commerce des bateaux marchands du Wajû. Pour évacuer leur rancœur et maintenir un entraînement de samouraï, les Satsuma ont l'habitude de taper au sabre des rondins et des troncs. Mais le vacarme engendré effraie les paysans et un samouraï vient demander réparation aux Satsuma : les paysans jetteront des pièces d'un mon aux samouraïs en souvenir du geste identique effectué par Hirata. Mais finalement Jûzaburô Gondô se rebelle et tue ce samouraï qui les a humiliés. La famille demande réparation et Jûzaburô sort vainqueur mais blessé de ce duel. |                   |          |                   |                   |
| 4 | 15 avril 1981     |          | 1er juillet 2005  | 978-2-8478-9804-0 |
| Liste des chapitres : - Chapitre 1 : Deux âmes - Chapitre 2 : La révolte des Gôshi - Chapitre 3 : Voleur de riz - Chapitre 4 : La force de l'âme du chétif - Chapitre 5 : Corbeau et Pie-grièche |                   |          |                   |                   |
| Juzaburô est soigné et des paysans viennent supplier les samouraïs que leur médecin puisse également des gens du village, ce qui crée une vive polémique. Contrairement à la règle édictée au départ de Satsuma qui leur demandait de collaborer sans distinction de classe, certains samouraïs de rang supérieur refusent de cohabiter avec sept samouraïs de rang inférieur. L'intervention de Metsuke chargés de l'application de cette règle ne règle rien et les sept Gôshi partent pour que le contentieux soit réglé au bureau central. Le seigneur Ijûin leur donné raison afin d'apaiser les tensions qui pourraient apparaître pour les mêmes raisons dans d'autres zones, mais une fois partis un fonctionnaire mécontent, Morioka, fait envoyer des tueurs à leurs trousses. Finalement, leur route croise celle de Sakon Shiba qui rapporte les têtes des assassins à Ijûin. Sommé de s'expliquer, Morioka provoque le seigneur en lui demandant de prouver qu'il a pris la bonne décision en se jetant dans des flammes, ce que ce dernier fait. Tetsubeï, un samouraï habitué à des repas copieux supporte difficilement le rationnement et les privations orchestrées par le shogounat. Pour éviter que la honte ne rejaillisse sur ses camarades, Hikoshirô vole des boules de riz pour compléter les rations en expliquant que ce riz n'est pas volé. Mais Tetsubeï finit par comprendre et se fait seppuku. L'honneur des samouraïs est finalement lavé par la fille de la maison qui déclare avoir elle-même volé le riz, de ce fait elle couvre le vrai voleur. Un samouraï de faible corpulence est en butte aux critiques et moqueries de ses camarades, il a en effet peu de résistance physique et faiblit vite sur le chantier. Même si sa force d'âme impressionne tout de même les autres, il est rejeté et considéré comme u déshonorant les Satsuma. Il part alors en abandonnant son statut de sujet du fief et s'engage comme rônin. Un mois plus tard il revient le visage complètement transformé. Une nuit un incendie ravage les archives du foyer principal, les gardes ont péri, mais le document le plus important, celui qui sauve Satsuma, a été protégé par un corps inconnu, peut-être celui du "chétif"... Ôya, un samouraï est accusé par Chizaemon Naïtô de ne pas respecter un serment signé de son sang sur un talisman de Kumano. Mis au défi de saccager un temple pour vérifier si la punition divine va s'exercer ou pas, Ôya gagne le pari et Naïtô finit par se suicider. Cependant des années plus tard une étrange malédiction semble s'acharner sur Ôya ... |                   |          |                   |                   |
| 5 | 15 octobre 1981   |          | 14 septembre 2005 | 978-2-8478-9891-0 |
| Liste des chapitres : - Chapitre 1 : Ne pas être inutile - Chapitre 2 : La bande Ippaku - Chapitre 3 : Gantetsu le manœuvre |                   |          |                   |                   |
| La famille d'Ihei Kimura a depuis des générations pour devise que chaque homme est un point et que ces points humains doivent briller par eux-mêmes. Envoyé comme fonctionnaire du shogounat sur le chantier de l'aménagement du fleuve Kiso, il se révolte contre les agissements de ses collègues : pots-de-vin, interprétations des règles au détriment systématique des samouraïs de Satsuma, falsifications et non-respect de leur serment devant Kumano. Malheureusement ses supérieurs sont également corrompus et ses plaintes officielles n'aboutissent qu'à le marginaliser. Il renonce alors à son statut de fonctionnaire et se retrouve sur les chantiers en tant que simple manœuvre. Mais ainsi il peut rappeler à ses ex-collègues leurs règles. À la fin du chantier, il reste veiller sur la digue Hôreki, en observant les crues de la rivière il pouvait procéder aux réparations urgentes. Il fut bien un "point humain lumineux". Le samouraï Saemon Murogaï vit misérablement sur un lopin de terre et parvient à peine à nourrir quelques sujets. Il se voit pourtant confié une mission secrète, à savoir lever une armée pour préparer le combat contre les Satsuma quand ceux-ci se rebelleront ; mais sous prétexte d'une loi centenaire il ne reçoit aucune subvention et il décide alors de recourir au pillage tout en restant couvert par les autorités. Seulement une fois l'armée prête et les armes achetées, son ordre est annulé. Il décide donc de monnayer son retrait en menaçant le shogounat d'une rébellion, qui serait très coûteuse vu l'armement accumulé. L'argent ainsi récolté est réparti entre les soldats mais lui va rester ermite pour expier ses crimes. Un comptable de Satsuma se rend compte que les sommes extorquées par la shogounat sont bien plus importantes que prévu et menacent trop la survie du clan. Seul moyen pour lui d'exprimer son désaccord avec sa hiérarchie sans mettre les Satsuma en danger : renoncer à son statut de Samouraï en tranchant sa queue de cheval. Il peut alors agir sur le terrain contre des malversations qui ruinent les Satsuma, quitte à s"attirer de nombreuses inimitiés, qu'il paiera de sa vie. |                   |          |                   |                   |
| 6 | 15 août 1982      |          | 23 novembre 2005  | 978-2-8478-9941-2 |
| Liste des chapitres : - Chapitre 1 : Coup dur - Chapitre 2 : Fureur - Chapitre 3 : Chanson d'une femme courageuse - Chapitre 4 : Vains efforts - Chapitre 5 : Bouches inutiles - Chapitre 6 : L'honneur retrouvé - Épilogue |                   |          |                   |                   |
| Plusieurs villageoises sont violées par des individus se faisant passer pour des samouraïs de Satsuma. En fait, des fonctionnaires du shogounat qui pourront prétexter pour édicter des règles encore plus sévères et pousser les Satsuma à la faute. Les fonctionnaires obligent les Satsuma à choisir entre vivre dans des camps de prisonniers et payer pour deux cents femmes, ce qui grèvera encore davantage leurs ressources. Finalement cent femmes sont réparties dans les différentes zones de travail mais leur présence génère disputes et conflits. Le village de Hataosa comporte un foyer de quinze hommes et accueille une femme dénommée Fusa. Celle-ci aide au chantier mais est accompagnée d'enfants qu'elle soigne. En croyant qu'un enfant est coincé dans un trou à l'écart du chantier, elle entreprend seule d'excaver pour le libérer, les samouraïs ayant reçu l'interdiction d'aider. La croyant morte, de nombreux enfants arrivent au village, ainsi que la grand'mère que soignait Fusa. Celle-ci n'est que très fatiguée de ses travaux et la cohabitation entre les deux groupes va être difficile. D'abord les samouraïs ignorent et méprisent ces poids inutiles et dérangeants. Finalement, ils finissent par aider Fusa et sa "famille". L'auteur annonce "Fin de la première partie" (mai 1982) mais à ce jour aucune suite n'est parue... L'histoire de ces samouraïs est tombée dans l'oubli, moins glorieuse que d'autres récits de combat ou de vengeance. Mais des tombes sont mises au jour lors de travaux et la sacrifice des Satsuma est commémoré tardivement par la nation : tombes restaurées, temples souvenirs, jumelages... Par exemple en 1971 les départements de Gifu et Kagoshima furent jumelés en mémoire des travaux d'aménagement. En mai 2004, une grande fête est organisée pour célébrer le 250e anniversaire des travaux. Les travaux furent achevés le 28 mars 1755, et coûtèrent 4 000 000 ryô, soit environ 30 milliards de yen ou 240 millions d'euros . |                   |          |                   |                   |

### Édition japonaise
Nihon Bungeisha
1. ↑  (ja) « Tome 1 », sur manga-news.com.
2. ↑  (ja) « Tome 2 », sur manga-news.com.
3. ↑  (ja) « Tome 3 », sur manga-news.com.
4. ↑  (ja) « Tome 4 », sur manga-news.com.
5. ↑  (ja) « Tome 5 », sur manga-news.com.
6. ↑  (ja) « Tome 6 », sur manga-news.com.

### Édition française
Delcourt/Akata
1. 1 2  (fr) « Tome 1 »(Archive.org • Wikiwix • Archive.is • Google • Que faire ?).
2. 1 2  (fr) « Tome 2 »(Archive.org • Wikiwix • Archive.is • Google • Que faire ?).
3. 1 2  (fr) « Tome 3 »(Archive.org • Wikiwix • Archive.is • Google • Que faire ?).
4. 1 2  (fr) « Tome 4 »(Archive.org • Wikiwix • Archive.is • Google • Que faire ?).
5. 1 2  (fr) « Tome 5 »(Archive.org • Wikiwix • Archive.is • Google • Que faire ?).
6. 1 2  (fr) « Tome 6 »(Archive.org • Wikiwix • Archive.is • Google • Que faire ?).